# 1992年夏季奥林匹克运动会田径男子100米比赛
1992年夏季奥林匹克运动会田径男子100米比赛是1992年西班牙巴塞罗那夏季奥运会的项目。共有来自66个国家的81名运动员参赛，共有10场预赛。自1930年奥林匹克大会以来，每个国家根据现行规则限制为3名运动员。
金牌由英国的林福德·克里斯蒂获得，他最初在1988年获得铜牌，但在原金牌得主本·约翰逊因使用康力龙而被取消资格后被提升为银牌。银牌归纳米比亚的弗兰基·弗雷德里克斯，他在巴塞罗那的200米比赛中也获得第二名，而美利坚合众国的丹尼斯·米切尔获得铜牌。纳米比亚此前从未参加过男子100米比赛，因此弗雷德里克斯的奖牌是该国在该项目中的第一枚；这也是自1908年以来非洲国家在该赛事中获得的第一枚奖牌。

## 背景
这是该赛事第22次举办，自1896年第一届奥运会以来，每届奥运会都出现过。1988年的金牌和铜牌得主，美国人卡尔·刘易斯（两届卫冕金牌得主和三届卫冕世界冠军，在美国选拔赛中受到感染）和卡尔文·史密斯没有回来，但英国银牌得主林福德·克里斯蒂（卫冕英联邦和欧洲冠军）回来了。第四名美国的丹尼斯·米切尔（曾在1991年世锦赛上获得铜牌）、第五名巴西的罗布森·达席尔瓦、第七名牙买加的雷·斯图尔特和被取消资格的原冠军加拿大人本·约翰逊也是如此。1992年，世界锦标赛亚军美国人勒罗伊·伯瑞尔也出席了比赛。
开曼群岛、中非共和国、库克群岛、塞浦路斯、加蓬、格林纳达、洪都拉斯、毛里塔尼亚、纳米比亚和尼日尔首次亮相。这也是苏联解体后统一队的唯一一次亮相。罗马尼亚自1928年以来首次独立参赛。美国第21次参加该赛事，是所有国家中参加次数最多的，仅错过了被抵制的1980年奥运会。

## 比赛形式
该赛事保留了1920年引入的基本四轮赛制：初赛、四分之一决赛、半决赛和决赛。1968年引入的“最快输家”系统再次被使用，以确保四分之一决赛和随后的几轮比赛每场比赛有8名参赛者；这一次，该系统仅用于预赛。
第一轮包括10场比赛，每场有8名运动员，最后一场除外（9名）。每轮比赛中的前三名选手和总成绩后两名最快的选手一起晋级。这样就有32名四分之一决赛选手，他们被分为4组，每组8名选手。每场四分之一决赛的前四名选手晋级，没有“最快输家”名额。16名半决赛选手分两组进行比赛，每组8人，每场半决赛的前4名进入8人决赛。

## 记录
以下是1992年夏季奥运会之前的世界纪录和奥运会纪录。
| 世界纪录 | 9.86 | 卡尔·刘易斯 | 东京 (日本) | 1991年8月25日 |
| 奥运纪录 | 9.92 | Carl Lewis  | 首尔 (韩国) | 1988年9月24日 |

## 决赛
| 排名 | 运动员              | 国家     | 时间  |
| ---- | ------------------- | -------- | ----- |
| 金牌 | 林福德·克里斯蒂     | 英国     | 9.96  |
| 銀牌 | 弗兰克·弗雷德里克斯 | 纳米比亚 | 10.02 |
| 銅牌 | 丹尼斯·米切尔       | 美国     | 10.04 |
| 4    | 布鲁尼·素林         | 加拿大   | 10.09 |
| 5    | 勒罗伊·伯瑞尔       | 美国     | 10.10 |
| 6    | 奥拉帕德·阿德尼肯   | 尼日利亚 | 10.12 |
| 7    | 雷·斯图尔特         | 牙买加   | 10.22 |
| 8    | 戴维森·埃辛瓦       | 尼日利亚 | 10.26 |